# Kärlekspensionatet
Kärlekspensionatet är en tysk komedifilm från 1932 i regi av Kurt Gerron. Filmen är en för eran typisk förväxlingsfars, baserad på en pjäs av Carl Laufs.

## Rollista
- Willy Fritsch - Paul Lüders
- Dorothea Wieck - Mabel Miller
- Rosy Barsony - Anita
- Max Adalbert - Birnstiel
- Jakob Tiedtke - Michael Lüders
- Harry Halm - Bob
- Heinz Salfner - herr Miller
- Leo Slezak - Theo Müller
- Ellen Schwanneke - Evelyn Müller
- Wilhelm Bendow - Wendolin
- Genia Nikolaieva - Marga Shubart
- Fritz Odemar - Werner Schubart
- Paul Hörbiger - Emil
- Theo Lingen - hovmästare
- Adele Sandrock - värdinna, rumsuthyrning
- Oskar Sima - mannen från skattekontoret
- Klaus Pohl - Schneider